# Louis-Désiré Bataille
Louis-Désiré Bataille, né le 23 août 1820 à Houplines (Nord), et, mort le 9 juin 1879 à Amiens (Somme) fut un évêque français.

## Biographie

### Famille et formation
Louis-Désiré Bataille était le fils d'un garde champêtre, ancien soldat de l'Empire qui lui transmit ses sentiments patriotiques. Sa mère Julie Sprinck fervente catholique lui transmit sa foi et sa piété. Issu d'un milieu modeste, il devint menuisier mais l'abbé Charles Gadennes, vicaire à Houplines ayant remarqué ses capacités intellectuelles lui donna les première notions de latin, il convainquit ses parents de l'envoyer aux collèges d'Armentières et de Lille. Louis-César Bataille entra ensuite au petit puis au grand séminaire de Cambrai.

### Carrière ecclésiastique
Il fut ordonné prêtre et devint, en 1871, archiprêtre à Douai avant d'être nommé évêque d'Amiens en 1873. Durant son ministère, il se consacra à la défense de l'enseignement chrétien, visita à deux reprises toutes les paroisses du diocèse et consacra 25 églises.

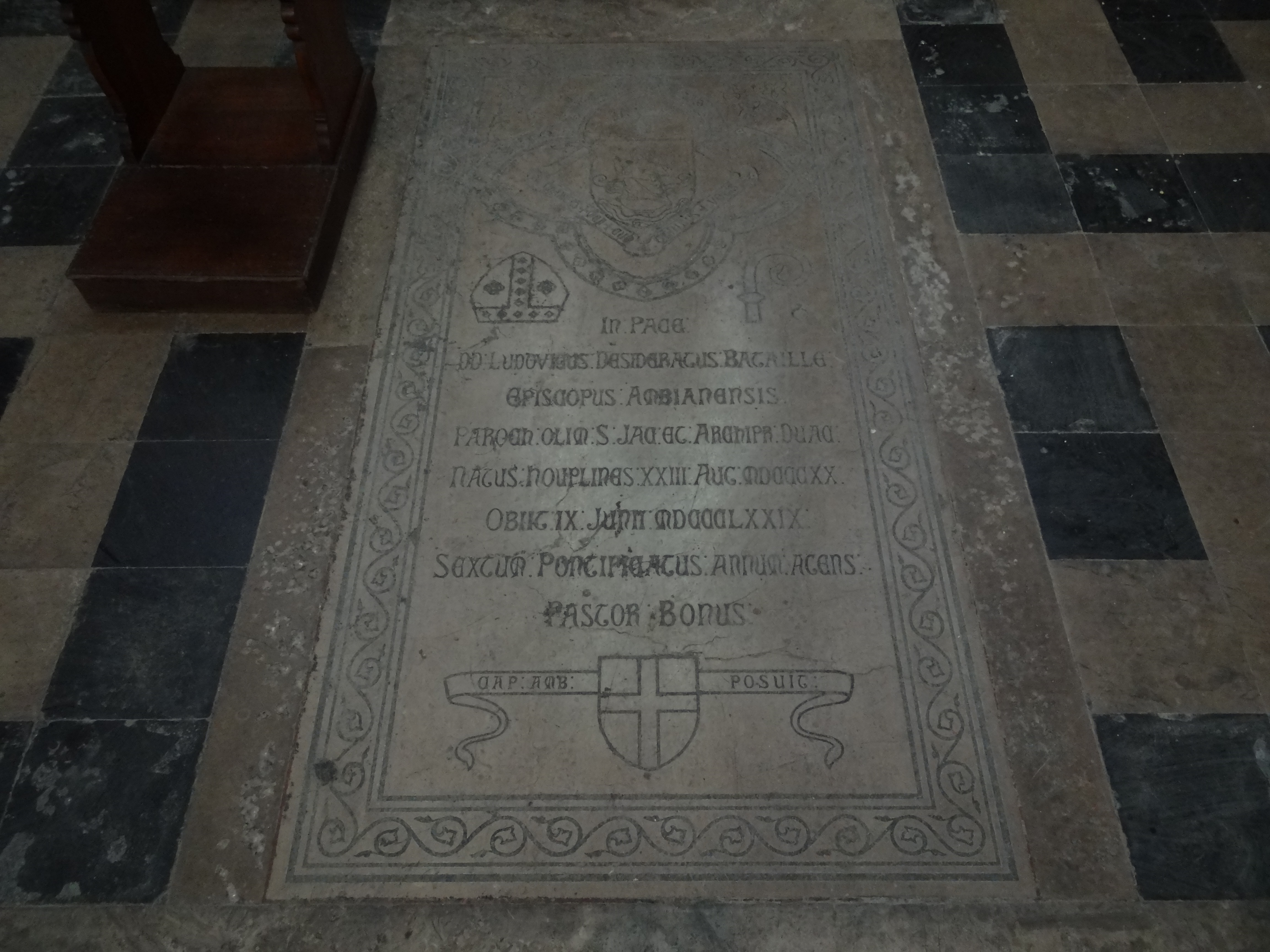
La tombe de Louis-Désiré Bataille dans la chapelle Sainte-Theudosie de la cathédrale d'Amiens (Somme).

Il mourut le 9 juin 1879 à Amiens, il fut inhumé dans la chapelle Sainte-Theudosie de la cathédrale Notre-Dame d'Amiens.

## Distinction
- Chevalier de la Légion d'honneur (11 mai 1875)[4]